# Sally Amaki
Sally Amaki (天城サリー Amaki Sarī?, Los Ángeles, 26 de abril de 2000) es una cantante y seiyū estadounidense-japonesa. Forma parte del grupo de ídolos virtuales 22/7, que debutó en 2017. Se la considera la "representante internacional" del grupo. En este grupo virtual, además de actuar como cantante, dobla a su personaje animado Sakura Fujima (diseñado por Kantoku), a quien le presta la voz y los movimientos.

## Carrera
En 2016, Amaki decidió trasladarse de Los Ángeles a Japón para dedicarse al doblaje. Afirmó que sentía que el anime había influido en su vida de manera positiva y quería contribuir en esta industria. Fue rechazada en muchas audiciones, en parte debido a su limitada competencia en japonés. Aunque se declaraba reacia a convertirse en ídolo del J-Pop además de en actriz de doblaje, en diciembre de 2016 hizo una audición para formar parte de un nuevo grupo musical. Tras ser aceptada, pasó a formar parte del proyecto de grupo de ídolos femeninas de Yasushi Akimoto, que más tarde sería llamado 22/7.
Amaki ha atraído la atención global después de que un montaje suyo haciendo bromas en inglés se hiciera viral en Twitter. A raíz de su aumento de popularidad en las redes, su personaje pasó a hablar inglés. Actualmente es una participante regular del canal de YouTube de 22/7 como Sakura Fujima.

## Vida personal
Los padres de Amaki son de nacionalidad japonesa y emigraron a Los Ángeles, donde se conocieron y casaron, lo que la convierte en americana-japonesa de segunda generación (niseijin). Tiene un hermano mayor.
Antes de mudarse a Japón, Amaki había hecho ballet y patinaje sobre hielo, este último con el fallecido patinador olímpico Denis Ten.

## Filmografía
Los papeles principales están en negrita

### Series de televisión
| Año  | Título                                                     | Rol                      | Refs.  |
| ---- | ---------------------------------------------------------- | ------------------------ | ------ |
| 2017 | Dive!!                                                     | Estudiante               | [ 9 ]  |
| 2019 | Kaguya-sama wa Kokurasetai: Tensai-tachi no Ren'ai Zunōsen | Betsy Beltoise           | [ 10 ] |
| 2019 | Fate/Grand Order: Zettai Majū Sensen Babylonia             | Niña                     | [ 9 ]  |
| 2019 | 3D Kanojo: Real Girl 2nd Season                            | Estudiante               | [ 11 ] |
| 2020 | 22/7                                                       | Sakura Fujima            | [ 12 ] |
| 2020 | Hypnosis Mic: Division Rap Battle - Rhyme Anima            | Mujer B                  | [ 13 ] |
| 2021 | Jōran: The Princess of Snow and Blood                      | Satsuki Hanakaze         | [ 14 ] |
| 2021 | Peach Boy Riverside                                        | Berett                   | [ 15 ] |
| 2021 | Yakunara Mug Cup mo: Niban Gama                            | Jimena Valdez            | [ 16 ] |
| 2022 | Bocchi the Rock!                                           | Eliza Shimizu            | [ 17 ] |
| 2023 | Tomo-chan wa Onnanoko!                                     | Carol Olston             | [ 18 ] |
| 2023 | UniteUp!                                                   | Hana Kashii; Saki Kashii | [ 19 ] |
| 2023 | World Dai Star                                             | Kathrina Griebel         | [ 20 ] |
| 2024 | Yoru no Kurage wa Oyogenai                                 | Akari Suzumura           | [ 21 ] |
| 2024 | Mayonaka Punch                                             | Amiga de Aya             | [ 22 ] |
| 2025 | Game Center Shо̄jo to Ibunka Kо̄ryū                          | Lily Baker               | [ 23 ] |

### Películas
| Año  | Título            | Rol             | Refs.  |
| ---- | ----------------- | --------------- | ------ |
| 2019 | Pandora to Akubi  | Akubi           | [ 24 ] |
| 2021 | Misaki no Mayoiga | Zashiki-warashi | [ 25 ] |

### ONAs
| Año  | Título                 | Rol           | Refs. |
| ---- | ---------------------- | ------------- | ----- |
| 2018 | Ano Hi no Kanojo-tachi | Sakura Fujima | [ 9 ] |
| 2022 | Long Zu                | Zero          | [ 9 ] |

### Especiales
| Año  | Título       | Rol           | Refs. |
| ---- | ------------ | ------------- | ----- |
| 2020 | 22/7: 8＋3=? | Sakura Fujima | [ 9 ] |

### Videojuegos
| Año  | Título                                             | Rol           |
| ---- | -------------------------------------------------- | ------------- |
| 2020 | Magia Record: Puella Magi Madoka Magica Side Story | Ashley Taylor |
| 2022 | Overwatch 2                                        | Kiriko Kamori |
| 2024 | Marvel Rivals                                      | Peni Parker   |